# Seznam úmrtí v rock and rollu
Seznam úmrtí v rock and rollu:
- Tento seznam není kompletní, pomozte wikipedii tím, že jej rozšíříte.
- Toto je seznam hudebníků, kteří hráli rock and roll, rock nebo heavy metal a již jsou mrtví.

## 1950–1959
| Jméno                            | Věk | Datum úmrtí       | Místo úmrtí                     | Příčina úmrtí                 |
| -------------------------------- | --- | ----------------- | ------------------------------- | ----------------------------- |
| Cecil Gant                       | 37  | 4. únor 1951      | Nashville, Tennessee, USA       | Infarkt                       |
| Hank Williams                    | 29  | 1. leden 1953     | Oak Hill, Západní Virginie, USA | Selhání srdce                 |
| Danny Cedrone                    | 33  | 17. červen 1954   | Filadelfie, Pensylvánie, USA    | Zlomený krk od pádu ze schodů |
| Johnny Ace                       | 25  | 24. prosinec 1954 | Houston, Texas, USA             | Zastřelil se při ruské ruletě |
| Chuck Willis                     | 30  | 10. duben 1958    | Atlanta, Georgie, USA           | Zánět pobřišnice              |
| Buddy Holly                      | 22  | 3. únor 1959      | Clear Lake, Iowa, USA           | Havárie letadla               |
| J.P. "The Big Bopper" Richardson | 28  | 3. únor 1959      | Clear Lake, Iowa, USA           | Havárie letadla               |
| Ritchie Valens                   | 17  | 3. únor 1959      | Clear Lake, Iowa, USA           | Havárie letadla               |
| Eddie "Guitar Slim" Jones        | 32  | 7. únor 1959      | New York City, USA              | Zápal plic                    |

## 1960–1969
| Jméno                                                                | Věk   | Datum úmrtí       | Místo úmrtí                       | Příčina úmrtí                                     |
| -------------------------------------------------------------------- | ----- | ----------------- | --------------------------------- | ------------------------------------------------- |
| Jesse Belvin                                                         | 27    | 6. únor 1960      | Fairhope, Arkansas, USA           | Autohavárie                                       |
| Eddie Cochran                                                        | 21    | 17. duben 1960    | Chippenham, Wiltshire, Anglie     | Autohavárie                                       |
| Johnny Horton                                                        | 35    | 5. listopad 1960  | Milano, Texas, USA                | Autohavárie                                       |
| Stuart Sutcliffe                                                     | 21    | 10. duben 1962    | Hamburk, Západní Německo          | Krvácení do mozku                                 |
| Patsy Cline                                                          | 30    | 5. březen 1963    | Camden, Tennessee, USA            | Havárie letadla                                   |
| Elmore James                                                         | 45    | 24. květen 1963   | Chicago, Illinois, USA            | Infarkt                                           |
| Dinah Washington                                                     | 39    | 14. prosinec 1963 | Detroit, Michigan, USA            | Předávkování                                      |
| Cyril Davies                                                         | 31    | 7. leden 1964     |                                   | Leukemie                                          |
| Rudy Lewis The Drifters                                              | 27    | 20. květen 1964   | New York, USA                     | Udusil se ve spánku                               |
| Johnny Burnette The Rock and Roll Trio                               | 30    | 14. srpen 1964    | Clear Lake, Kalifornie, USA       | Utonul, následkem pádu z lodi při bouři           |
| Sam Cooke                                                            | 33    | 11. prosinec 1964 | Los Angeles, Kalifornie, USA      | zastřelen                                         |
| Alan Freed Popularised the term "Rock & Roll"                        | 43    | 20. leden 1965    | Palm Springs, Kalifornie, USA     | Urémie a cirhóza jater                            |
| Sonny Boy Williamson II aka Aleck "Rice" Miller                      | 57    | 25. květen 1965   | Helena, Arkansas, USA             | Infarkt                                           |
| Bill Black, Jr.                                                      | 39    | 21. říjen 1965    | Memphis, Tennessee, USA           | Nádor mozku                                       |
| Henry Booth Hank Ballard & The Midnighters                           | 32    | 1966              |                                   | zastřelen                                         |
| Richard Fariña                                                       | 29    | 30. duben 1966    | Carmel Valley, Kalifornie, USA    | havárie na motocyklu                              |
| Bobby Fuller                                                         | 23    | 18. červenec 1966 | Los Angeles, Kalifornie, USA      | asi sebevražda                                    |
| Johnny Kidd Johnny Kidd & The Pirates                                | 30    | 7. říjen 1966     | Bury, Lancashire, Anglie          | Autonehoda                                        |
| Joe Meek                                                             | 37    | 3. únor 1967      | Londýn, Anglie                    | sebevražda                                        |
| Brian Epstein Manager of The Beatles                                 | 32    | 27. srpen 1967    | Londýn, Anglie                    | předávkování                                      |
| Otis Redding                                                         | 26    | 10. prosinec 1967 | Madison, Wisconsin, USA           | Havárie letadla                                   |
| Jimmy King Ronnie Caldwell Carl Cunningham Phalon Jones The Bar-Kays | 18-19 | 10. prosinec 1967 | Madison, Wisconsin, USA           | Havárie letadla                                   |
| "Rockin' Robin" Roberts The Wailers                                  | 27    | 22. prosinec 1967 | San Mateo County, Kalifornie, USA | Autonehoda                                        |
| Little Walter                                                        | 37    | 15. únor 1968     | Chicago, Illinois, USA            | na následky zranění utrpěných při pouliční rvačce |
| Frankie Lymon Frankie Lymon and the Teenagers                        | 25    | 27. únor 1968     | New York, USA                     | Předávkování heroinem                             |
| Little Willie John                                                   | 30    | 26. květen 1968   | Walla Walla, Washington, USA      | Infarkt                                           |
| Don Drummond The Skatalites                                          | 37    | 6. květen 1969    | Kingston, Jamajka                 | Údajně sebevražda                                 |
| Martin Lamble Fairport Convention                                    | 19    | 12. květen 1969   | M1 Motorway, Anglie               | Autonehoda                                        |
| Brian Jones The Rolling Stones                                       | 27    | 3. červenec 1969  | Hartfield, Sussex, Anglie         | Utonutí                                           |
| Tommy Edwards                                                        | 47    | 22. říjen 1969    | Richmond, Virginie, USA           | Mozkové aneurysma                                 |

## 1970–1979
| Jméno                                                       | Věk | Datum úmrtí       | Místo úmrtí                        | Příčina úmrtí                                                                                                   |
| ----------------------------------------------------------- | --- | ----------------- | ---------------------------------- | --- |
| Billy Stewart                                               | 32  | 17. leden 1970    | Selma, Severní Karolína, USA       | autonehoda - mechanická závada vedla ke spadnutí auta z mostu do řeky                                           |
| Slim Harpo                                                  | 46  | 31. leden 1970    | Baton Rouge, Louisiana, USA        | infarkt |
| Tammi Terrell                                               | 24  | 16. březen 1970   | Filadelfie, Pensylvánie, USA       | nádor mozku |
| Mary Ann Ganser The Shangri-Las                             | 22  | 14. květen 1970   | Forest Hills, New York, USA        | předávkování |
| Alan "Blind Owl" Wilson Canned Heat                         | 27  | 3. září 1970      | Topanga Canyon, Kalifornie, USA    | předávkování prášky na spaní                                                                                    |
| Jimi Hendrix The Jimi Hendrix Experience                    | 27  | 18. září 1970     | Londýn, Anglie                     | zadušení zvratky                                                                                                |
| Janis Joplin                                                | 27  | 4. říjen 1970     | Los Angeles, Kalifornie, USA       | předávkování heroinem                                                                                           |
| Arlester "Dyke" Christian Dyke & the Blazers                | 27  | 13. březen 1971   | Phoenix, Arizona, USA              | zastřelen nepříčetným mužem                                                                                     |
| Jim Morrison The Doors                                      | 27  | 3. červenec 1971  | Paříž, Francie                     | asi infarkt |
| King Curtis                                                 | 37  | 13. srpen 1971    | New York City, New York, USA       | ubodán ve rvačce                                                                                                |
| Gene Vincent                                                | 36  | 12. říjen 1971    | Kalifornie, USA                    | prasklý žaludeční vřed                                                                                          |
| Duane Allman The Allman Brothers Band Derek and the Dominos | 24  | 59. říjen 1971    | Macon, Georgie, USA                | nehoda na motocyklu                                                                                             |
| Little Junior Parker                                        | 39  | 18. listopad 1971 | Blue Island, Illinois, USA         | nádor mozku |
| Leslie Harvey Stone the Crows                               | 27  | 3. květen 1972    | Swansea, Wales                     | elektrický šok od mikrofonu při koncertě                                                                        |
| Clyde McPhatter The Drifters                                | 39  | 13. červen 1972   | Teaneck, New Jersey, USA           | infarkt |
| Brian Cole The Association                                  | 29  | 2. srpen 1972     | Los Angeles, Kalifornie, USA       | předávkování heroinem                                                                                           |
| Rory Storm Rory Storm & The Hurricanes                      | 33  | 28. září 1972     | Stoneycroft, Liverpool, Anglie     | pravděpodobně náhodné předávkování prášky                                                                       |
| Billy Murcia The New York Dolls                             | 21  | 6. listopad 1972  | Londýn, Anglie                     | udušení kávou po předávkování mandraxem                                                                         |
| Berry Oakley The Allman Brothers Band                       | 24  | 11. listopad 1972 | Macon, Georgie, USA                | nehoda na motocyklu                                                                                             |
| Danny Whitten Crazy Horse                                   | 29  | 18. listopad 1972 | Los Angeles, Kalifornie, USA       | předávkování heroinem                                                                                           |
| Ron „Pigpen“ McKernan The Grateful Dead                     | 27  | 8. březen 1973    | Corte Madera, Kalifornie, USA      | krvácení do dutiny břišní a selhání ledvin                                                                      |
| Clarence White The Kentucky Colonels The Byrds              | 29  | 14. červenec 1973 | Palmdale, Kalifornie, USA          | krvácení do dutiny břišní poté, co do něj při nakládání nástrojů do dodávky narazilo auto řízené opilým šoférem |
| Paul Williams The Temptations                               | 34  | 17. srpen 1973    | Detroit, Michigan, USA             | zastřelil se |
| Gram Parsons                                                | 26  | 19. září 1973     | Joshua Tree, Kalifornie, USA       | předávkování alkoholem a Morfinem                                                                               |
| Jim Croce                                                   | 30  | 20. září 1973     | Natchitoches, Louisiana, USA       | havárie letadla                                                                                                 |
| Maury Muehleisen                                            | 24  | 20. září 1973     | Natchitoches, Louisiana, USA       | havárie letadla                                                                                                 |
| John Rostill The Shadows                                    | 31  | 26. listopad 1973 | Radlett, Hertfordshire, UK         | elektrický šok od kytary                                                                                        |
| Bobby Darin                                                 | 37  | 20. prosinec 1973 | Los Angeles, Kalifornie, USA       | selhání srdce při otevřené operaci srdce                                                                        |
| Packy Axton The Mar-Keys                                    | 32  | Leden 1974        | Memphis, Tennessee, USA            | infarkt |
| „Mama“ Cass Elliot The Mamas & the Papas                    | 34  | 29. červenec 1974 | Londýn, Anglie                     | infarkt |
| Ivory Joe Hunter                                            | 60  | 8. listopad 1974  | Memphis, Tennessee, USA            | rakovina plic                                                                                                   |
| Nick Drake                                                  | 26  | 25. listopad 1974 | Tanworth-in-Arden, Anglie          | předávkování antidepresivy                                                                                      |
| Dave Alexander The Stooges                                  | 27  | 10. únor 1975     | Ann Arbour, Michigan, USA          | zápal plic |
| Pete Ham Badfinger                                          | 27  | 23. duben 1975    | Surrey, Anglie                     | oběsil se |
| Tim Buckley                                                 | 28  | 29. červen 1975   | Santa Monica, Kalifornie, USA      | předávkování heroinem                                                                                           |
| Al Jackson, Jr Booker T. & the MG's                         | 39  | 1. říjen 1975     | Memphis, Tennessee, USA            | zastřelen |
| Gary Thain Uriah Heep                                       | 27  | 8. prosinec 1975  | Norwood Green, Anglie              | předávkování heroinem                                                                                           |
| Rudy Pompilli Bill Haley & His Comets                       | 51  | 5. únor 1976      | Filadelfie, Pensylvánie, USA       | rakovina plic                                                                                                   |
| Florence Ballard The Supremes                               | 32  | 22. únor 1976     | Detroit, Michigan, USA             | koronární trombóza                                                                                              |
| Paul Kossoff Free                                           | 25  | 19. březen 1976   | Let z New York do Los Angeles, USA | infarkt související s drogami                                                                                   |
| Phil Ochs                                                   | 35  | 9. duben 1976     | New York City, New York, USA       | oběsil se |
| Keith Relf The Yardbirds                                    | 33  | 14. květen 1976   | Londýn, Anglie                     | elektrický šok od kytary                                                                                        |
| Jimmy Reed                                                  | 50  | 29. srpen 1976    | Oakland, Kalifornie, USA           | epileptický záchvat                                                                                             |
| Tommy Bolin Deep Purple The James Gang Zephyr               | 25  | 4. prosinec 1976  | Miami, Florida, USA                | předávkování heroinem                                                                                           |
| Sherman Garnes Frankie Lymon and the Teenagers              | 36  | 26. únor 1977     | New York City, New York, USA       | infarkt |
| William Powell The O'Jays                                   | 35  | 26. květen 1977   | Canton, Ohio, USA                  | rakovina |
| Peter Laughner Pere Ubu                                     | 24  | 22. červen 1977   |                                    | akutní zánět slinivky břišní                                                                                    |
| Elvis Presley                                               | 42  | 16. srpen 1977    | Memphis, Tennessee, USA            | infarkt |
| Marc Bolan T. Rex                                           | 29  | 16. září 1977     | Londýn, Anglie                     | autonehoda |
| Steve Gaines Lynyrd Skynyrd                                 | 28  | 20. říjen 1977    | Gillsburg, Mississippi, USA        | havárie letadla                                                                                                 |
| Ronnie Van Zant Lynyrd Skynyrd                              | 29  | 20. říjen 1977    | Gillsburg, Mississippi, USA        | havárie letadla                                                                                                 |
| Terry Kath Chicago                                          | 31  | 23. leden 1978    | Los Angeles, Kalifornie, USA       | nešťastnou náhodou se zastřelil                                                                                 |
| Sandy Denny Fairport Convention                             | 31  | 21. duben 1978    | Londýn, Anglie                     | krvácení do mozku                                                                                               |
| Joe Negroni Frankie Lymon and the Teenagers                 | 37  | 5. září 1978      | New York City, New York, USA       | krvácení do mozku                                                                                               |
| Keith Moon The Who                                          | 32  | 7. září 1978      | Londýn, Anglie                     | předávkování Heminevrinem                                                                                       |
| Chris Bell Big Star                                         | 27  | 27. prosinec 1978 | Východní Memphis, Tennessee, USA   | autonehoda |
| Donny Hathaway                                              | 33  | 13. leden 1979    | New York City, New York, USA       | vypadl nebo skočil z okna hotelového pokoje v 15. patře                                                         |
| Sid Vicious The Sex Pistols                                 | 21  | 2. únor 1979      | New York City, New York, USA       | předávkování heroinem                                                                                           |
| Lowell George Little Feat                                   | 34  | 29. červen 1979   | Arlington, Virginie, USA           | infarkt |
| Dorsey Burnette The Rock and Roll Trio                      | 46  | 19. srpen 1979    | Los Angeles, Kalifornie, USA       | infarkt |
| Jimmy McCulloch Wings                                       | 26  | 27. září 1979     | Londýn, Anglie                     | předávkování heroinem                                                                                           |
| John Glascock Jethro Tull                                   | 28  | 17. listopad 1979 | Londýn, Anglie, UK                 | virový zánět srdce způsobený zubním abscesem                                                                    |

## 1980–1989
| Jméno                                              | Věk | Datum úmrtí       | Místo úmrtí                                                   | Příčina úmrtí                                             |
| -------------------------------------------------- | --- | ----------------- | ------------------------------------------------------------- | --------------------------------------------------------- |
| Bon Scott AC/DC                                    | 33  | 19. únor 1980     | Londýn, Anglie                                                | Otrava alkoholem                                          |
| Ian Curtis Joy Division                            | 23  | 18. květen 1980   | Macclesfield, Anglie                                          | Oběsil se (sebevražda)                                    |
| Carl Radle Derek and the Dominos                   | 37  | 30. květen 1980   |                                                               | Infekce ledvin                                            |
| Keith Godchaux The Grateful Dead                   | 32  | 23. červenec 1980 | Marin County, Kalifornie, USA                                 | Autonehoda                                                |
| John Bonham Led Zeppelin                           | 32  | 25. září 1980     | Windsor, Berkshire, Anglie                                    | Otrava alkoholem                                          |
| Bobby Lester The Moonglows                         | 49  | 15. říjen 1980    | Louisville, Kentucky, USA                                     | Rakovina plic                                             |
| Darby Crash The Germs                              | 22  | 7. prosinec 1980  | Los Angeles, Kalifornie, USA                                  | Předávkování heroinem                                     |
| John Lennon The Beatles                            | 40  | 8. prosinec 1980  | New York City, New York, USA                                  | Zastřelil ho Mark David Chapman                           |
| Tim Hardin                                         | 39  | 29. prosinec 1980 | Los Angeles, Kalifornie, USA                                  | Předávkování heroinem                                     |
| David Lynch The Platters                           | 51  | 2. leden 1981     | Long Beach, Kalifornie, USA                                   | Rakovina                                                  |
| Bill Haley Bill Haley & His Comets                 | 55  | 9. únor 1981      | Harlingen, Texas, USA                                         | asi mozkový nádor                                         |
| Mike Bloomfield                                    | 37  | 15. únor 1981     | San Francisco, Kalifornie, USA                                | Předávkování heroinem                                     |
| Bob Hite Canned Heat                               | 36  | 5. duben 1981     |                                                               | Infarkt                                                   |
| Bob Marley The Wailers                             | 36  | 11. květen 1981   | Miami, Florida, USA                                           | ?                                                         |
| Rushton Moreve Steppenwolf                         | 32  | 1. červenec 1981  | Los Angeles, Kalifornie, USA                                  | Autonehoda                                                |
| Harry Chapin                                       | 38  | 16. červenec 1981 | Jericho, New York, USA                                        | Nehoda automobilu                                         |
| Randy Rhoads Quiet Riot Ozzy Osbourne              | 25  | 19. březen 1982   | Leesburg, Florida, USA                                        | Havárie letadla                                           |
| Lester Bangs                                       | 33  | 30. duben 1982    | New York City, New York, USA                                  | Předávkování                                              |
| Addie Harris The Shirelles                         | 42  | 10. červen 1982   | Atlanta, Georgie, USA                                         | Infarkt                                                   |
| James Honeyman-Scott The Pretenders                | 25  | 16. červen 1982   | Londýn, Anglie                                                | Srdeční selhání způsobené kokainem                        |
| Joe Tex                                            | 49  | 13. srpen 1982    | Navasota, Texas, USA                                          | Infarkt                                                   |
| Marty Robbins                                      | 57  | 8. prosinec 1982  | Nashville, Tennessee, USA                                     | Chirurgické komplikace                                    |
| Lamar Williams The Allman Brothers Band            | 34  | 21. leden 1983    |                                                               | Rakovina plic                                             |
| Billy Fury                                         | 42  | 28. leden 1983    | Londýn, Anglie                                                | Infarkt                                                   |
| Karen Carpenter The Carpenters                     | 32  | 4. únor 1983      | Downey, Kalifornie, USA                                       | Srdeční záchvat v důsledku anorexie                       |
| Danny Rapp Danny & The Juniors                     | 41  | 5. duben 1983     | Parker, Arizona, USA                                          | Sebevražda                                                |
| Pete Farndon The Pretenders                        | 30  | 14. duben 1983    |                                                               | Utopil se ve vlastní vaně po předávkování heroinem        |
| Felix Pappalardi Mountain                          | 43  | 17. duben 1983    | New York City, New York, USA                                  | Zastřelen                                                 |
| Muddy Waters                                       | 70  | 30. duben 1983    | Westmont, Illinois, USA                                       | Infarkt                                                   |
| Buzz Shearman Moxy Leigh Ashford                   | 33  | 16. červen 1983   | Toronto, Ontario, Kanada                                      | Nehoda na motocyklu                                       |
| Chris Wood Traffic                                 | 39  | 12. červenec 1983 | Queen Elizabeth Hospital, Birmingham, Spojené království      | Zápal plic                                                |
| Klaus Nomi                                         | 39  | 6. srpen 1983     | New York City, New York, USA                                  | Komplikace s AIDS                                         |
| Tom Evans Badfinger                                | 36  | 19. listopad 1983 | Londýn, Anglie                                                | Sebevražda                                                |
| Dennis Wilson The Beach Boys                       | 39  | 28. prosinec 1983 | Marina del Rey, Kalifornie, USA                               | Utonul                                                    |
| Jackie Wilson                                      | 49  | 21. leden 1984    | Mount Holly, New Jersey, USA                                  | ?                                                         |
| Marvin Gaye                                        | 44  | 1. duben 1984     | Los Angeles, Kalifornie, USA                                  | Zastřelen vlastním otcem                                  |
| Nate Nelson The Flamingos                          | 52  | 10. duben 1984    | Boston, Massachusetts, USA                                    | Infarkt                                                   |
| Lenny Breau                                        | 43  | 12. srpen 1984    | Los Angeles, Kalifornie, USA                                  | Uškrcen                                                   |
| Razzle Hanoi Rocks                                 | 24  | 9. prosinec 1984  | Redondo Beach, Kalifornie, USA                                | Autonehoda                                                |
| David Byron Uriah Heep                             | 38  | 28. únor 1985     | Reading, Berkshire, Anglie                                    | Komplikace spojené s alkoholem                            |
| Kyu Sakamoto                                       | 43  | 12. srpen 1985    | Mount Osutaka-no-one, Ueno, Gunma, Gunma Prefecture, Japonsko | Havárie letadla                                           |
| Ricky Wilson The B-52's                            | 32  | 12. říjen 1985    | New York City, New York, USA                                  | Komplikace kvůli AIDS                                     |
| Big Joe Turner                                     | 74  | 24. listopad 1985 | Inglewood, Kalifornie, USA                                    | Infarkt                                                   |
| Ian Stewart The Rolling Stones                     | 47  | 12. prosinec 1985 | Londýn, Anglie, UK                                            | Infarkt                                                   |
| D. Boon The Minutemen                              | 27  | 22. prosinec 1985 | Tucson, Arizona, USA                                          | Dopravní nehoda                                           |
| Ricky Nelson                                       | 45  | 31. prosinec 1985 | De Kalb, Texas, USA                                           | Havárie letadla                                           |
| Phil Lynott Thin Lizzy                             | 36  | 4. leden 1986     | Salisbury, Wiltshire, Anglie                                  | Srdeční selhání a pneumonie způsobené alkoholem a drogami |
| Richard Manuel The Band                            | 42  | 4. březen 1986    | Winter Park, Florida, USA                                     | Oběsil se (sebevražda)                                    |
| O'Kelly Isley, Jr. The Isley Brothers              | 48  | 31. březen 1986   | Alpine, New Jersey, USA                                       | Infarkt                                                   |
| Cliff Burton Metallica                             | 24  | 27. září 1986     | Ljungby Municipality, Švédsko                                 | Dopravní nehoda                                           |
| Billy Johnson The Moonglows                        | 58  | 28. březen 1987   | Los Angeles, Kalifornie, USA                                  | Infarkt                                                   |
| Carlton Barrett The Wailers                        | 36  | 17. duben 1987    | Kingston, Jamajka                                             | Zastřelen                                                 |
| Paul Butterfield                                   | 44  | 4. květen 1987    | Severní Hollywood, Kalifornie, USA                            | Infarkt                                                   |
| Gary Driscoll Rainbow                              | 41  | Červen 1987       | Ithaca, New York, USA                                         | Zavražděn v jeho domě                                     |
| Philip Charles "Snakefinger" Lithman The Residents | 38  | 1. červenec 1987  | Linz, Rakousko                                                | Infarkt při koncertě                                      |
| Peter Tosh The Wailers                             | 42  | 11. září 1987     | Kingston, Jamajka                                             | Zastřelen                                                 |
| Jaco Pastorius Weather Report                      | 35  | 21. září 1987     | Wilton Manors, Florida, USA                                   | Ubil ho k smrti vyhazovač u baru                          |
| Aleš Drvota Babalet                                | 36  | 23. prosinec 1987 | Budapešť, Maďarsko                                            | Autonehoda                                                |
| John Curulewski Styx                               | 37  | 13. únor 1988     | Chicago, Illinois, USA                                        | Mozkové aneurysma                                         |
| Andy Gibb Bee Gees                                 | 30  | 10. březen 1988   | Oxford, Anglie                                                | ?                                                         |
| Dave Prater Sam & Dave                             | 50  | 9. duben 1988     | Syracuse, Georgie, USA                                        | Autonehoda                                                |
| Howie Johnson The Ventures                         | 49  | 5. květen 1988    |                                                               | Infarkt                                                   |
| Paul Wilson The Flamingos                          | 53  | 6. květen 1988    | Chicago, Illinois, USA                                        |                                                           |
| Hillel Slovak Red Hot Chili Peppers                | 26  | 25. červen 1988   | Los Angeles, Kalifornie, USA                                  | Předávkování                                              |
| Nico The Velvet Underground                        | 49  | 18. červenec 1988 | Ibiza, Španělsko                                              | Následky havárie na kole                                  |
| Robert Calvert Hawkwind                            | 43  | 14. srpen 1988    | Ramsgate, Anglie                                              | Infarkt                                                   |
| Roy Buchanan                                       | 48  | 14. srpen 1988    | Fairfax County, Virginie, USA                                 | Asi sebevražda, nalezen oběšen ve vězeňské cele           |
| Tim Davis The Steve Miller Band                    | 44  | 20. září 1988     |                                                               | Komplikace spojené s diabetem                             |
| Roy Orbison                                        | 52  | 6. prosinec 1988  | Hendersonville, Tennessee, USA                                | Infarkt                                                   |
| Paul Jeffreys Steve Harley and Cockney Rebel       | 36  | 21. prosinec 1988 | Lockerbie, Skotsko                                            | Bombardování a následné zřícení letadla                   |
| Paul Robi The Platters                             | 57  | 1. únor 1989      | Los Angeles, Kalifornie, USA                                  | Rakovina                                                  |
| Ron Wilson The Surfaris                            | 44  | 7. květen 1989    |                                                               | Mozkové aneurisma                                         |
| John Cipollina Quicksilver Messenger Service       | 45  | 29. květen 1989   | San Francisco, Kalifornie, USA                                | Emfyzém                                                   |
| Pete de Freitas Echo & the Bunnymen                | 28  | 14. červen 1989   | Londýn, Anglie                                                | Nehoda na motocyklu                                       |

## 1990–1999
| Jméno                                                    | Věk | Datum úmrtí       | Místo úmrtí                        | Příčina úmrtí                                                     |
| -------------------------------------------------------- | --- | ----------------- | ---------------------------------- | ----------------------------------------------------------------- |
| Allen Collins Lynyrd Skynyrd                             | 37  | 23. leden 1990    | Jacksonville, Florida, USA         | Zápal plic                                                        |
| Del Shannon                                              | 55  | 8. únor 1990      | Santa Clarita, Kalifornie, USA     | Zastřelen                                                         |
| Johnnie Ray                                              | 63  | 24. únor 1990     | Los Angeles, Kalifornie, USA       | Selhání jater kvůli chronickému alkoholismu                       |
| Cornelius Gunter The Coasters                            | 53  | 26. únor 1990     | Las Vegas, Nevada, USA             | ?                                                                 |
| Ric Grech Blind Faith                                    | 43  | 17. březen 1990   | Leicester, Anglie                  | Selhání jater a ledvin                                            |
| Andrew Wood Mother Love Bone                             | 24  | 19. březen 1990   | Seattle, Washington, USA           | Předávkování heroinem                                             |
| Jim Hodder Steely Dan                                    | 42  | 5. červen 1990    | USA                                | Utopil se                                                         |
| Brent Mydland The Grateful Dead                          | 37  | 26. červenec 1990 | Lafayette, Kalifornie, USA         | Předávkování                                                      |
| Stevie Ray Vaughan Stevie Ray Vaughan & Double Trouble   | 35  | 27. srpen 1990    | Východní Troy, Wisconsin, USA      | Nehoda helikoptéry                                                |
| Tom Fogerty Creedence Clearwater Revival                 | 48  | 6. září 1990      | Scottsdale, Arizona, USA           | Tuberkulóza                                                       |
| Steve Clark Def Leppard                                  | 30  | 8. leden 1991     | Londýn, Anglie                     | Předávkování                                                      |
| Dave Guard The Kingston Trio                             | 56  | 22. březen 1991   | Rollinsford, New Hampshire, USA    | Rakovina                                                          |
| Per Yngve "Dead" Ohlin Mayhem                            | 22  | 8. duben 1991     | Oslo, Norsko                       | Sebevražda                                                        |
| Steve Marriott Small Faces Humble Pie                    | 44  | 21. duben 1991    | Essex, Anglie                      | Požár domu                                                        |
| Johnny Thunders The New York Dolls The Heartbreakers     | 38  | 23. duben 1991    | New Orleans, Louisiana, USA        | komplikace s drogami                                              |
| Gene Clark The Byrds                                     | 46  | 24. květen 1991   | Sherman Oaks, Kalifornie, USA      | Krvácení vředem                                                   |
| David Ruffin The Temptations                             | 50  | 1. červen 1991    | Filadelfie, Pensylvánie, USA       | Předávkování kokainem                                             |
| Rob Tyner MC5                                            | 36  | 18. září 1991     | Berkley, Michigan, USA             | Infarkt                                                           |
| Ole Beich Guns N' Roses                                  | 36  | 16. říjen 1991    | Copenhagen, Dánsko                 | Utonul                                                            |
| Bill Graham promotér různých skupin                      | 60  | 25. říjen 1991    | Vallejo, Kalifornie, USA           | Nehoda helikoptéry                                                |
| Eric Carr Kiss                                           | 41  | 24. listopad 1991 | New York, New York, USA            | Rakovina srdce a následné krvácení do mozku                       |
| Freddie Mercury Queen                                    | 45  | 24. listopad 1991 | Londýn, Anglie                     | Komplikace s AIDS                                                 |
| Jerry Nolan The New York Dolls The Heartbreakers         | 45  | 14. leden 1992    | New York City, New York, USA       | Mrtvice                                                           |
| Willie Dixon                                             | 76  | 29. leden 1992    | Burbank, Kalifornie, USA           | Infarkt                                                           |
| Bobby Del-Din Larry Chance and the Earls                 |     | 15. duben 1992    |                                    |                                                                   |
| Paul Hackman Helix                                       | 38  | 5. červenec 1992  | Kamloops, Britská Kolumbie, Kanada | Autonehoda                                                        |
| Mary Wells                                               | 49  | 26. červenec 1992 | Los Angeles, Kalifornie            | Zápal plic a rakovina hrdla                                       |
| Jeff Porcaro Toto                                        | 38  | 5. srpen 1992     | Los Angeles, Kalifornie, USA       | Infarkt v důsledku alergické reakce nebo užívání kokainu (sporné) |
| Tony Williams The Platters                               | 64  | 14. srpen 1992    | New York City, New York, USA       | Emfyzém                                                           |
| Eddie Kendricks The Temptations                          | 52  | 5. říjen 1992     | Birmingham, Alabama, USA           | Rakovina plic                                                     |
| Albert King                                              | 69  | 21. prosinec 1992 | Memphis, Tennessee, USA            | Infarkt                                                           |
| Eddie Hazel Funkadelic                                   | 42  | 23. prosinec 1992 | Brooklyn, New York, USA            | Vnitřní krvácení a selhání jater                                  |
| Geoff Mann Twelfth Night                                 | 36  | 5. únor 1993      |                                    | Rakovina                                                          |
| Mick Ronson David Bowie                                  | 47  | 30. duben 1993    | Londýn, Anglie                     | Rakovina jater                                                    |
| Wong Ka Kui Beyond                                       | 31  | 30. červen 1993   | Tokio, Japonsko                    | Vnitřní krvácení v důsledku poranění hlavy                        |
| Øystein „Euronymous“ Aarseth Mayhem                      | 25  | 10. srpen 1993    | Oslo, Norsko                       | Ubodán k smrti                                                    |
| Criss Oliva Savatage                                     | 30  | 17. říjen 1993    | Zephyrhills, Florida, USA          | Autohavárie                                                       |
| Frank Zappa The Mothers of Invention                     | 52  | 4. prosinec 1993  | Los Angeles, Kalifornie, USA       | Rakovina prostaty                                                 |
| Doug Hopkins Gin Blossoms                                | 32  | 5. prosinec 1993  |                                    | Sebevražda                                                        |
| Jerry Edmonton Steppenwolf                               | 47  | 28. listopad 1993 | Santa Barbara, Kalifornie, USA     | Autonehoda                                                        |
| Michael Clarke The Byrds                                 | 47  | 19. prosinec 1993 | Treasure Island, Florida, USA      | Selhání jater                                                     |
| Harry Nilsson                                            | 52  | 15. leden 1994    | Agoura Hills, Kalifornie, USA      | Selhání srdce                                                     |
| Kurt Cobain Nirvana                                      | 27  | 5. duben 1994     | Seattle, Washington, USA           | Sebevražda                                                        |
| Lee Brilleaux Dr. Feelgood                               | 51  | 7. duben 1994     | Canvey Island, Essex, Anglie       | Lymfom                                                            |
| Derek Leckenby Herman's Hermits                          | 51  | 4. červen 1994    | Manchester, Anglie, UK             | Lymfom                                                            |
| Creadel "Red" Jones The Chi-Lites                        | 53  | 25. srpen 1994    | Chicago, Illinois, USA             |                                                                   |
| Nicky Hopkins The Jeff Beck Group The Rolling Stones     | 50  | 6. září 1994      | Nashville, Tennessee, USA          | Komplikace po operaci střev                                       |
| Danny Gatton Redneck Jazz Explosion                      | 49  | 4. říjen 1994     | Newburg, Maryland, USA             | Zastřelen                                                         |
| Fred "Sonic" Smith MC5                                   | 45  | 4. listopad 1994  | Detroit, Michigan, USA             | Selhání srdce                                                     |
| Sollie McElroy The Flamingos                             | 61  | 15. leden 1995    | Chicago, Illinois, USA             | Rakovina                                                          |
| Bob Stinson The Replacements                             | 35  | 18. únor 1995     | Minneapolis, Minnesota, USA        | Způsobené drogami a alkoholem                                     |
| Melvin Franklin The Temptations                          | 52  | 23. únor 1995     | Los Angeles, Kalifornie, USA       | Mozkový záchvat                                                   |
| Eazy-E N.W.A                                             | 31  | 26. březen 1995   | Compton, Kalifornie, USA           | Komplikace spojené s AIDS                                         |
| Selena                                                   | 23  | 31. březen 1995   | Corpus Christi, Texas, USA         | Zavražděn                                                         |
| Rory Gallagher                                           | 47  | 14. červen 1995   | Londýn, Anglie                     | Komplikace po transplantaci jater                                 |
| Wolfman Jack American Disc Jockey                        | 57  | 1. červenec 1995  | Belvidere, Severní Karolína, USA   | Infarkt                                                           |
| Jerry Garcia The Grateful Dead                           | 53  | 9. srpen 1995     | Forest Knolls, Kalifornie, USA     | Infarkt                                                           |
| Ronald White Smokey Robinson & The Miracles              | 56  | 26. srpen 1995    | Detroit, Michigan, USA             | Leukémie                                                          |
| Sterling Morrison The Velvet Underground                 | 53  | 30. srpen 1995    | Poughkeepsie, New York, USA        | Rakovina                                                          |
| Petr Kalandra ASPM                                       | 45  | 7. září 1995      |                                    |                                                                   |
| Shannon Hoon Blind Melon                                 | 28  | 21. říjen 1995    | New Orleans, Louisiana, USA        | Předávkování konainem                                             |
| Alan Hull Lindisfarne                                    | 50  | 17. listopad 1995 | Newcastle, Anglie                  | Trombóza srdce                                                    |
| Billy Williamson Bill Haley & His Comets                 | 71  | 22. březen 1996   | Swarthmore, Pennsylvania, USA      | Rakovina                                                          |
| Don Murray The Turtles                                   | 50  | 22. březen 1996   | Glendale, Kalifornie, USA          | Komplikace po operaci vředu                                       |
| Brad Nowell Sublime                                      | 28  | 25. květen 1996   | San Francisco, Kalifornie, USA     | Předávkování heroinem                                             |
| Jonathan Melvoin The Smashing Pumpkins                   | 34  | 12. červenec 1996 | New York City, New York, USA       | Předávkování heroinem                                             |
| John Panozzo Styx                                        | 47  | 16. červenec 1996 | Chicago, Illinois, USA             | Gastrointestinální krvácení                                       |
| Chas Chandler The Animals                                | 57  | 17. červenec 1996 | Heaton, Tyne and Wear, Anglie, UK  | Onemocnění srdce                                                  |
| Marge Ganser The Shangri-Las                             | 48  | 28. červenec 1996 | New York City, USA                 | Rakovina prsu                                                     |
| Mel Taylor The Ventures                                  | 62  | 11. srpen 1996    | Los Angeles, Kalifornie, USA       | Rakovina                                                          |
| Tupac Shakur                                             | 25  | 13. září 1996     | Las Vegas, Nevada, USA             | ?                                                                 |
| Kenny Pickett The Creation                               | 54  | 10. leden 1997    | Londýn, Anglie                     | Infarkt                                                           |
| LaVern Baker                                             | 67  | 10. březen 1997   | Queens, New York, USA              | Koronární komplikace                                              |
| Jeff Buckley                                             | 30  | 29. květen 1997   | Memphis, Tennessee, USA            | Utonul                                                            |
| Ronnie Lane The Small Faces Faces                        | 51  | 4. červen 1997    | Texas, USA                         | Zápal plic                                                        |
| Bobby Helms                                              | 63  | 19. červen 1997   | Martinsville, Indiana, USA         | Rozedma plic a astmatu                                            |
| Lawrence Payton The Four Tops                            | 59  | 20. červen 1997   | Southfield, Michigan, USA          | Rakovina                                                          |
| John Denver                                              | 53  | 12. říjen 1997    | Pacific Grove, Kalifornie, USA     | Havárie letadla                                                   |
| Michael Hutchence INXS                                   | 37  | 22. listopad 1997 | Sydney, Austrálie, USA             | Sebevražda                                                        |
| Kurt Winter The Guess Who                                | 51  | 14. prosinec 1997 |                                    | Selhání ledvin v důsledku dřívějšího užívání drog                 |
| Jake Carey The Flamingos                                 | 71  | 31. prosinec 1997 | Chicago, Illinois, USA             |                                                                   |
| Sonny Bono Sonny & Cher                                  | 62  | 5. leden 1998     | South Lake Tahoe, Kalifornie, USA  | Nehoda při lyžování                                               |
| Ken Forssi The Surfaris Love                             | 54  | 10. leden 1998    | Tallahassee, Florida, USA          | Nádor mozku                                                       |
| Carl Perkins                                             | 65  | 19. leden 1998    | Jackson, Tennessee, USA            | Rakovina hrdla                                                    |
| Johnny Funches The Dells                                 | 62  | 23. leden 1998    | Illinois, USA                      | Emfyzém                                                           |
| Carl Wilson The Beach Boys                               | 51  | 6. únor 1998      | Los Angeles, Kalifornie, USA       | Rakovina plic                                                     |
| Cozy Powell The Jeff Beck Group Whitesnake Black Sabbath | 50  | 5. duben 1998     | Bristol, Anglie                    | Autonehoda způsobená řízením pod vlivem alkoholu                  |
| Hideto „Hide“ Matsumoto X-Japan Zilch                    | 33  | 2. květen 1998    | Tokio, Japonsko                    | Sebevražda oběšením                                               |
| Bryan Maclean Love                                       | 52  | 25. prosinec 1998 | Los Angeles, Kalifornie, USA       | Infarkt                                                           |
| Johnny Moore The Drifters                                | 64  | 30. prosinec 1998 | Londýn, Anglie                     | Respirační selhání                                                |
| Sonny Forriest The Coasters                              | 64  | 10. leden 1999    | Capital Heights, Maryland, USA     |                                                                   |
| Dusty Springfield                                        | 59  | 2. březen 1999    | Henley-on-Thames                   | Rakovina                                                          |
| Screaming Lord Sutch                                     | 58  | 16. červen 1999   | West Harrow, Middlesex, Anglie     | Sebevražda oběšením                                               |
| Kami Malice Mizer                                        | 26  | 21. červen 1999   |                                    | Subarachnoidální krvácení                                         |
| Mark Sandman Morphine                                    | 46  | 3. červenec 1999  | Palestrina, Latium, Itálie         | Srdeční záchvat při koncertě                                      |
| Guido Toffoletti Blues Society                           | 46  | 22. srpen 1999    | Cavarzere, Veneto, Itálie          | Autonehoda                                                        |
| Rick Danko The Band                                      | 56  | 10. prosinec 1999 | Marbletown, New York, USA          | Selhání srdce                                                     |
| Zeke Carey The Flamingos                                 | 66  | 24. prosinec 1999 | Washington, D.C., USA              | Infarkt                                                           |
| Curtis Mayfield The Impressions                          | 57  | 26. prosinec 1999 | Roswell, Georgie, USA              | Komplikace kvůli cukrovce                                         |

## 2000–2009
| Jméno                                                        | Věk | Datum úmrtí                     | Místo úmrtí                           | Příčina úmrtí                           |
| ------------------------------------------------------------ | --- | ------------------------------- | ------------------------------------- | --------------------------------------- |
| Will "Dub" Jones The Coasters                                | 71  | 16. leden 2000                  | Long Beach, Kalifornie, USA           | Cukrovka                                |
| Doris Kenner-Jackson The Shirelles                           | 58  | 4. únor 2000                    | Sacramento, Kalifornie, USA           | Rakovina prsu                           |
| Dave Peverett Foghat                                         | 58  | 7. únor 2000                    | Orlando, Florida, USA                 | Rakovina ledviny                        |
| Screamin' Jay Hawkins                                        | 72  | 12. únor 2000                   | Levallois-Perret, Francie             | Komplikace po operaci o aneurysma       |
| Ian Dury Ian Dury and the Blockheads                         | 57  | 27. březen 2000                 | Harrow, Middlesex                     | Rakovina jater                          |
| Heinz Burt The Tornados                                      | 57  | 7. duben 2000                   | Southampton, Anglie                   | ?                                       |
| Ralph Jones Bill Haley & His Comets                          | 79  | 1. červen 2000                  | Chester, Pensylvánie, USA             |                                         |
| Alan Caddy Johnny Kidd & The Pirates The Tornados            | 60  | 16. srpen 2000                  |                                       | Komplikace kvůli alkoholismu            |
| Allen Woody The Allman Brothers Gov't Mule                   | 44  | 26. srpen 2000                  | New York City, New York, USA          | Předávkování heroinem                   |
| David Brown Santana                                          | 53  | 4. září 2000                    |                                       | Selhání jater a ledvin                  |
| Benjamin Orr The Cars                                        | 53  | 3. říjen 2000                   | Atlanta, Georgie                      | rakovina pankreatu                      |
| Joachim Nielsen Jokke & Valentinerne                         | 36  | 17. říjen 2000                  | Oslo, Norsko                          | Předávkování heroinem                   |
| Kirsty MacColl                                               | 41  | 18. prosinec 2000               | Cozumel, Mexiko                       |                                         |
| Rob Buck 10 000 Maniacs                                      | 42  | 19. prosinec 2000               | Pittsburgh, Pensylvánie               | Onemocnění jater                        |
| Pops Staples The Staple Singers                              | 85  | 19. prosinec 2000               | Chicago, Illinois, USA                | Zranění při pádu                        |
| Nick Massi The Four Seasons                                  | 65  | 24. prosinec 2000               | West Orange, New Jersey, USA          | Rakovina                                |
| Milan „Mejla“ Hlavsa The Plastic People of the Universe      | 49  | 5. leden 2001                   | Praha, Česko                          | Rakovina plic                           |
| John Phillips The Mamas & the Papas                          | 65  | 18. březen 2001                 | Los Angeles, Kalifornie, USA          | Selhání srdce                           |
| Joey Ramone Ramones                                          | 49  | 15. duben 2001                  | New York City, New York, USA          | Lymfom                                  |
| John Lee Hooker                                              | 83  | 21. červen 2001                 | Los Altos, Kalifornie, USA            | Přirozeně                               |
| Leon Wilkeson Lynyrd Skynyrd                                 | 49  | 27. červenec 2001               | Ponte Vedra Beach, Florida, USA       | ?                                       |
| Ron Townson The 5th Dimension                                | 68  | 2. srpen 2001                   | Las Vegas, Nevada, USA                | Selhání ledvin                          |
| George Harrison The Beatles                                  | 58  | 29. listopad 2001               | Los Angeles, Kalifornie, USA          | Rakovina plic                           |
| Chuck Schuldiner Death                                       | 34  | 13. prosinec 2001               |                                       | Gliom                                   |
| Jon Lee Feeder                                               | 33  | 7. leden 2002                   | Miami, Florida, USA                   | Sebevražda oběšením                     |
| Peter Bardens Camel                                          | 67  | 22. leden 2002                  | Malibu, Kalifornie, USA               | Rakovina plic                           |
| Waylon Jennings                                              | 64  | 13. únor 2002                   | Chandler, Arizona, USA                | Diabetické komplikace                   |
| Joe Schermie Three Dog Night                                 | 56  | 25. březen 2002                 | Los Angeles, Kalifornie, USA          | Infarkt                                 |
| Layne Staley Alice in Chains                                 | 34  | 5. duben 2002                   | Seattle, Washington, USA              | Předávkování                            |
| Dee Dee Ramone Ramones                                       | 50  | 5. červen 2002                  | Los Angeles, Kalifornie, USA          | Předávkování heroinem                   |
| Robbin Crosby Ratt                                           | 42  | 6. červen 2002                  | Los Angeles, Kalifornie, USA          | Předávkování heroinem                   |
| John Entwistle The Who                                       | 57  | 27. červen 2002                 | Las Vegas, Nevada, USA                | Infarkt způsobený kokainem              |
| Michael Houser Widespread Panic                              | 57  | 2. srpen 2002                   | Severní Karolína, USA                 | Rakovina pankreatu                      |
| Lonnie Donegan                                               | 71  | November 2, 2002                | Peterborough, Anglie                  | Infarkt                                 |
| Billy Guy The Coasters                                       | 66  | 5. listopad 2002                | Las Vegas, Nevada, USA                | Přirozeně                               |
| Zal Yanovsky The Lovin' Spoonful                             | 57  | 13. prosinec 2002               | Kingston, Ontario, Kanada             | městnavé srdeční selhání                |
| Joe Strummer The Clash The Mescaleros                        | 50  | 22. prosinec 2002               | Broomfield, Somerset, Anglie          | Vrozené srdeční vady                    |
| Mickey Finn T. Rex                                           | 55  | 11. leden 2003                  | Croydon, Surrey, Anglie               | Problémy spojené s alkoholem            |
| Maurice Gibb The Bee Gees                                    | 53  | 12. leden 2003                  | Miami Beach, Florida, USA             | ?                                       |
| Howie Epstein Tom Petty and the Heartbreakers                | 47  | 23. únor 2003                   | Santa Fe, Nové Mexiko, USA            | Komplikace kvůli užívání drog           |
| Hank Ballard Hank Ballard & The Midnighters                  | 66  | 2. březen 2003                  | Los Angeles, Kalifornie, USA          | Rakovina hrdla                          |
| Adam Faith                                                   | 62  | 8. březen 2003                  | Stoke-on-Trent, Staffordshire, Anglie | Infarkt                                 |
| Noel Redding The Jimi Hendrix Experience                     | 57  | 11. květen 2003                 | Clonakilty, hrabství Cork, Irsko      | ?                                       |
| Jeremy Michael Ward The Mars Volta                           | 27  | 25. květen 2003                 | Los Angeles, Kalifornie, USA          | Předávkování heroinem                   |
| Mickie Most Record producer                                  | 64  | 30. květen 2003                 | Totteridge, Londýn, Anglie            | Mesothelioma                            |
| Barry White                                                  | 58  | 4. červenec 2003                | Los Angeles, Kalifornie, USA          | Selhání ledvin                          |
| Erik Brann Iron Butterfly                                    | 52  | 31. červenec 2003               |                                       | Srdeční záchvat v důsledku vrozené vady |
| Wesley Willis                                                | 40  | 21. srpen 2003                  | Chicago, Illinois, USA                | Chronická myeloidní leukémie            |
| Warren Zevon                                                 | 56  | 7. září 2003                    | Los Angeles, Kalifornie, USA          | Mesothelioma                            |
| Johnny Cash                                                  | 71  | 12. září 2003                   | Nashville, Tennessee, USA             | Komplikace spojené s cukrovkou          |
| Shawn Lane Black Oak Arkansas                                | 40  | 26. září 2003                   | Memphis, Tennessee, USA               | Problémy s dýcháním                     |
| Robert Palmer                                                | 54  | 27. září 2003                   | Paříž, Francie                        | Infarkt                                 |
| Paul Burlison The Rock and Roll Trio                         | 74  | 27. září 2003                   | Horn Lake, Mississippi, USA           | Rakovina                                |
| Elliott Smith                                                | 34  | 21. říjen 2003                  | Los Angeles, Kalifornie, USA          | Asi sebevražda                          |
| Bobby Hatfield The Righteous Brothers                        | 63  | 4. listopad 2003                | Kalamazoo, Michigan, USA              | Infarkt způsobený kokainem              |
| Greg Ridley Spooky Tooth Humble Pie                          | 56  | 19. listopad 2003               | Alicante, Španělsko                   | Zápal plic                              |
| Bob Mayo Peter Frampton                                      | 53  | 23. únor 2004                   | Basel, Švýcarsko                      | Infarkt                                 |
| Jan Berry Jan & Dean                                         | 62  | 26. březen 2004                 | Los Angeles, Kalifornie, USA          | Komplikace ze záchvatu                  |
| Niki Sullivan Buddy Holly & The Crickets                     | 66  | 6. duben 2004                   | Sugar Creek, Missouri, USA            | Infarkt                                 |
| Clint Warwick The Moody Blues                                | 63  | 15. květen 2004                 |                                       | Onemocnění jater                        |
| Quorthon Bathory                                             | 38  | 7. červen 2004                  | Stockholm, Švédsko                    | Selhání srdce                           |
| Ray Charles                                                  | 73  | 10. červen 2004                 | Beverly Hills, Kalifornie, USA        | Rakovina jater                          |
| Cal Green Hank Ballard & The Midnighters                     | 69  | 4. červenec 2004                | Lake View Terrace, Kalifornie, USA    |                                         |
| Arthur Kane The New York Dolls                               | 55  | 13. červenec 2004               | Los Angeles, Kalifornie, USA          | Leukémie                                |
| Johnny Ramone Ramones                                        | 55  | 15. září 2004                   | Los Angeles, Kalifornie, USA          | Rakovina prostaty                       |
| Bruce Palmer Buffalo Springfield                             | 58  | 1. říjen 2004                   | Belleville, Ontario, Kanada           | Infarkt                                 |
| John Peel English disc jockey                                | 65  | 25. říjen 2004                  | Cuzco, Peru                           | Infarkt                                 |
| Dimebag Darrell Pantera Damageplan                           | 38  | 8. prosinec 2004                | Columbus, Ohio, USA                   | Zastřelen při koncertě                  |
| Spencer Dryden Jefferson Airplane                            | 66  | 11. leden 2005                  | Penngrove, Kalifornie, USA            | Rakovina tlustého střeva                |
| Jimmy Griffin Bread                                          | 61  | 11. leden 2005                  | Franklin, Tennessee, USA              | Rakovina                                |
| Jim Capaldi Traffic                                          | 60  | 28. leden 2005                  | Londýn, Anglie, UK                    | Rakovina žaludku                        |
| Eric Griffiths The Quarrymen                                 | 64  | 29. leden 2005                  | Edinburgh, Skotsko                    | rakovina pankreatu                      |
| Keith Knudsen The Doobie Brothers                            | 56  | 8. únor 2005                    | Kentfield, Kalifornie, USA            | Chroniský zápal plic                    |
| Edward Patten Gladys Knight & the Pips                       | 65  | 25. únor 2005                   | Livonia, Michigan, USA                | Mrtvice způsobená cukrovkou             |
| Rod Price Foghat                                             | 65  | 22. březen 2005                 | Wilton, New Hampshire, USA            | Infarkt                                 |
| Paul Hester Crowded House Split Enz                          | 46  | 26. březen 2005                 | Melbourne, Victoria, Austrálie        | Sebevražda                              |
| Jim Pash The Surfaris                                        | 56  | 29. duben 2005                  |                                       | Městnavé srdeční selhání                |
| Pierre Moerlen Gong                                          | 52  | 3. květen 2005                  | Strasbourg, Francie                   | Přirozeně                               |
| Domenic Troiano The James Gang The Guess Who                 | 59  | 25. květen 2005                 | Toronto, Ontario, Kanada              | Rakovina prostaty                       |
| Renaldo "Obie" Benson The Four Tops                          | 68  | 1. červenec 2005                | Detroit, Michigan, USA                | Rakovina plic                           |
| Long John Baldry                                             | 64  | 21. červenec 2005               | Vancouver, Britská Kolumbie, Kanada   | Závažné infekce hrudníku                |
| Eugene Record The Chi-Lites                                  | 64  | 22. červenec 2005               | Chicago, Illinois, USA                | Rakovina                                |
| Carlo Little The Rolling Stones                              | 65  | 6. srpen 2005                   | Cleadon, Tyne and Wear, Anglie        | Rakovina plic                           |
| Krzysztof "Doc" Raczkowski Vader                             | 34  | 20. srpen 2005                  |                                       | ?                                       |
| Robert Moog Inventor of the Moog Synthesizer                 | 71  | 21. srpen 2005                  | Asheville, Severní Karolína, USA      | Nádor na mozku                          |
| Mike Gibbins Badfinger                                       | 56  | 4. říjen 2005                   | Oviedo, Florida, USA                  | Zemřel ve spánku                        |
| John "Beatz" Holohan Bayside                                 | 31  | 31. říjen 2005                  | Cheyenne, Wyoming, USA                | Autonehoda                              |
| Milt Holland                                                 | 88  | 4. listopad 2005                | Los Angeles, Kalifornie USA           | ?                                       |
| Link Wray                                                    | 76  | 5. listopad 2005                | Copenhagen, Dánsko                    | Selhání srdce                           |
| Mike Botts Bread                                             | 61  | 9. prosinec 2005                | Burbank, Kalifornie, USA              | Rakovina                                |
| Bryan Harvey House of Freaks Gutterball                      | 49  | 1. leden 2006                   | Richmond, Virginie, USA               | Zavražděn s celou jeho rodinou          |
| Alex St. Clair Snouffer Captain Beefheart and the Magic Band | 64  | 5. leden 2006                   | Lancaster, Kalifornie, USA            | Infarkt                                 |
| Dave Lepard Crashdïet                                        | 25  | 13. leden (pravděpodobně), 2006 | Uppsala, Švédsko                      | Sebevražda                              |
| Wilson Pickett The Falcons                                   | 64  | 19. leden 2006                  | Ashburn, Virginie, USA                | Infarkt                                 |
| Gene Pitney                                                  | 66  | 5. duben 2006                   | Cardiff, Wales, UK                    | Přirozeně                               |
| Grant McLennan The Go-Betweens                               | 48  | 6. květen 2006                  | Brisbane, Queensland, Austrálie       | Infarkt                                 |
| Freddie Garrity Freddie and the Dreamers                     | 69  | 19. květen 2006                 | Bangor, Gwynedd, Wales                | Emfyzém                                 |
| Vince Welnick The Grateful Dead                              | 55  | 2. červen 2006                  | Sonoma County, Kalifornie, USA        | Sebevražda                              |
| Johnny Grande Bill Haley & His Comets                        | 76  | 3. červen 2006                  | Clarksville, Tennessee, USA           | Přirozeně                               |
| Billy Preston                                                | 59  | 6. červen 2006                  | Scottsdale, Arizona, USA              | Selhání ledvin                          |
| Syd Barrett Pink Floyd                                       | 60  | 7. červenec 2006                | Cambridge, Cambridgeshire, Anglie     | Karcinom pankreatu                      |
| Arthur Lee Love                                              | 61  | 3. srpen 2006                   | Memphis, Tennessee, USA               | Leukémie                                |
| Bruce Gary The Knack                                         | 55  | 22. srpen 2006                  | Tarzana, Kalifornie, USA              | ?                                       |
| Pip Pyle Hatfield and the North National Health Gong         | 56  | 28. srpen 2006                  | Paříž, Francie                        | Přirozeně                               |
| Boz Burrell Bad Company King Crimson                         | 60  | 21. září 2006                   | Marbella, Španělsko                   | Infarkt                                 |
| Prentiss Barnes The Moonglows                                | 81  | 1. říjen 2006                   | Magnolia, Mississippi, USA            | Autohavárie                             |
| Sandy West The Runaways                                      | 47  | 21. říjen 2006                  | San Dimas, Kalifornie, USA            | Rakovina plic                           |
| Ruth Brown                                                   | 78  | 17. listopad 2006               | Henderson, Nevada, USA                | Komplikace po infarktu a mrtvice        |
| Denis Payton The Dave Clark Five                             | 63  | 17. prosinec 2006               | Bournemouth, Dorset, Anglie, UK       | Rakovina                                |
| James Brown                                                  | 73  | 25. prosinec 2006               | Atlanta, Georgie, USA                 | Zápal plic                              |
| Denny Doherty The Mamas & the Papas                          | 66  | 19. leden 2007                  | Mississauga, Ontario, Kanada          | Selhání ledvin                          |
| Ian Wallace                                                  | 60  | 22. únor 2007                   | Los Angeles, Kalifornie, USA          | Karcinom jícnu                          |
| Brad Delp Boston                                             | 55  | 9. březen 2007                  | Atkinson, New Hampshire, USA          | Sebevražda                              |
| Mark St. John Kiss                                           | 51  | 5. duben 2007                   | New York City, New York, USA          | Krvácení do mozku                       |
| Zola Taylor The Platters                                     | 69  | 30. duben 2007                  | Los Angeles, Kalifornie, USA          | Zápal plic                              |
| Bill Pinkney The Drifters                                    | 81  | 4. červenec 2007                | Daytona Beach, Florida, USA           | Infarkt                                 |
| Joe Zawinul Weather Report                                   | 75  | 11. září 2007                   | Vídeň, Rakousko                       | Rakovina kůže                           |
| Kevin DuBrow Quiet Riot                                      | 52  | 25. listopad 2007               | Las Vegas, Nevada, USA                | Spojené s kokainem                      |
| Ike Turner Ike & Tina Turner                                 | 76  | 12. prosinec 2007               | San Marcos, Kalifornie, USA           | Předávkování kokainem                   |
| Dan Fogelberg                                                | 56  | 16. prosinec 2007               | Deer Isle, Maine, USA                 | Rakovina prostaty                       |
| John Stewart The Kingston Trio                               | 68  | 19. leden 2008                  | San Diego, Kalifornie, USA            | Mozkové aneurysma                       |
| Buddy Miles                                                  | 60  | 26. únor 2008                   | Austin, Texas, USA                    | Městnavé srdeční selhání                |
| Mike Smith The Dave Clark Five                               | 64  | 28. únor 2008                   | Aylesbury, Buckinghamshire, Anglie    | Zápal plic                              |
| Jeff Healey                                                  | 41  | 2. březen 2008                  | Toronto, Ontario, Kanada              | Retinoblastom                           |
| Danny Federici Bruce Springsteen and the E-Street Band       | 58  | 17. duben 2008                  | New York City, New York, USA          | Melanom                                 |
| Eddy Arnold                                                  | 89  | 8. květen 2008                  | Nashville, Tennessee, USA             | Přirozeně                               |
| Michelle Meldrum Phantom Blue Meldrum                        | 39  | 21. květen 2008                 | Burbank, Kalifornie, USA              | Krvácení do mozku                       |
| Bo Diddley                                                   | 79  | 2. červen 2008                  | Archer, Florida, USA                  | Selhání srdce                           |
| Jo Stafford                                                  | 90  | 16. červenec 2008               | Century City, Kalifornie, USA         | Městnavé srdeční selhání                |
| Isaac Hayes                                                  | 65  | 10. srpen 2008                  | Memphis, Tennessee, USA               | Komplikace kvůli mrtvici                |
| Jerry Wexler Hudební publicista Hudební producent            | 91  | 15. srpen 2008                  | Sarasota, Florida, USA                | Městnavé srdeční selhání                |
| Jerry Finn Record producer                                   | 39  | 21. srpen 2008                  | Los Angeles, Kalifornie, USA          | Mozkové krvácení                        |
| Richard "Rick" Wright Pink Floyd                             | 65  | 15. září 2008                   | Londýn, Anglie, UK                    | Rakovina                                |
| Nick Reynolds The Kingston Trio                              | 75  | 1. říjen 2008                   | San Diego, Kalifornie, USA            | Akutní respirační onemocnění            |
| Gidget Gein Marilyn Manson                                   | 39  | 9. říjen 2008                   | Burbank, Kalifornie, USA              | Předávkování heroinem                   |
| Levi Stubbs The Four Tops                                    | 72  | 17. říjen 2008                  | Detroit, Michigan, USA                | Přirozeně                               |
| Mitch Mitchell The Jimi Hendrix Experience                   | 61  | 12. listopad 2008               | Portland, Oregon, USA                 | Přirozené příčiny                       |
| Jiří Dědek Šindelář Katapult                                 | 60  | 5. leden 2009                   |                                       |                                         |
| Ron Asheton The Stooges                                      | 60  | 6. leden 2009                   |                                       | Infarkt                                 |
| Billy Powell Lynyrd Skynyrd                                  | 56  | 28. leden 2009                  | Orange Park, Florida, USA             | Infarkt                                 |
| Dewey Martin Buffalo Springfield                             | 68  | 31. leden 2009                  | Van Nuys, Kalifornie, USA             | Přirozeně                               |
| Lux Interior The Cramps                                      | 62  | 4. únor 2009                    | Glendale, Kalifornie, USA             | Aortální disekce                        |
| Estelle Bennett The Ronettes                                 | 67  | 11. únor 2009                   | Englewood, New Jersey, USA            | Rakovina tlustého střeva                |
| Kelly Groucutt Electric Light Orchestra                      | 63  | 19. únor 2009                   | Worcester, Anglie                     | Infarkt                                 |
| Bob Bogle The Ventures                                       | 75  | 14. červen 2009                 | Vancouver, Britská Kolumbie, Kanada   |                                         |
| Sky Saxon The Seeds                                          | 71  | 25. červen 2009                 | Austin, Texas, USA                    |                                         |
| Michael Jackson The Jackson 5                                | 50  | 25. červen 2009                 | Los Angeles, Kalifornie, USA          | Zástava srdce                           |
| Gordon Waller Peter and Gordon                               | 64  | 17. červenec 2009               | Ledyard, Connecticut, USA             | Zástava srdce                           |
| Les Paul Inventor of the Electric Guitar                     | 94  | 13. srpen 2009                  | White Plains, New York, USA           | Zápal plic                              |
| Larry Knechtel Bread                                         | 69  | 20. srpen 2009                  | Yakima Valley, Washington, USA        | Zástava srdce                           |
| Johnny Carter The Flamingos The Dells                        | 75  | 21. srpen 2009                  | Harvey, Illinois, USA                 | Přirozená smrt                          |
| Mary Travers Peter, Paul And Mary                            | 72  | 16. září 2009                   | Danbury, Connecticut, USA             | Komplikace vyplývající z chemoterapie   |
| Dickie Peterson Blue Cheer                                   | 61  | 12. říjen 2009                  | Německo                               | Rakovina jater                          |
| Norton Buffalo Steve Miller Band                             | 58  | 30. říjen 2009                  | Paradise, Kalifornie, USA             | Rakovina plic                           |
| Al Alberts The Four Aces                                     | 87  | 27. listopad 2009               | Arcadia, Florida, USA                 | Přirozená smrt                          |
| Eric Woolfson The Alan Parsons Project                       | 64  | 2. prosinec 2009                | Londýn, Anglie                        | Rakovina                                |
| Jack Rose Pelt                                               | 38  | D5. prosinec 2009               | Bala Cynwyd, Pensylvánie, USA         | Infarkt                                 |
| James Gurley Big Brother and the Holding Company             | 69  | 20. prosinec 2009               | Palm Desert, Kalifornie, USA          | Infarkt                                 |
| Tony Bellamy Redbone                                         | 63  | 25. prosinec 2009               | Las Vegas, Nevada, USA                | Selhání jater                           |
| James Owen Sullivan Avenged Sevenfold                        | 28  | 28. prosinec 2009               | Huntington Beach, Kalifornie, USA     | Spojené s drogami                       |
| Rowland S. Howard The Birthday Party                         | 50  | 30. prosinec 2009               |                                       | Rakovina jater                          |

## 2010–2019
| Jméno                                                          | Věk   | Datum úmrtí        | Místo úmrtí                            | Příčina úmrtí                                   |
| -------------------------------------------------------------- | ----- | ------------------ | -------------------------------------- | ----------------------------------------------- |
| Gregory Slay Remy Zero                                         | 40    | 1. leden 2010      | Bodega Bay, Kalifornie, USA            | Cystická fibróza                                |
| Mick Green Johnny Kidd & The Pirates                           | 65    | 11. leden 2010     |                                        | Selhání srdce                                   |
| Brian Damage The Misfits                                       | 46    | 12. leden 2010     | Los Angeles, Kalifornie, USA           | Rakovina jater                                  |
| Jay Reatard                                                    | 29    | 13. leden 2010     | Memphis, Tennessee, USA                | ?                                               |
| Teddy Pendergrass Harold Melvin & The Blue Notes               | 59    | 13. leden 2010     | Bryn Mawr, Pennsylvania, USA           | ?                                               |
| Bobby Charles                                                  | 71    | 14. leden 2010     | Near Abbeville, Louisiana, USA         | Přirozeně                                       |
| Kate McGarrigle                                                | 63    | 18. leden 2010     | St. Johns, Newfoundland, Kanada        | Rakovina                                        |
| Robert "Squirrel" Lester The Chi-Lites                         | 67    | 22. leden 2010     | Chicago, Illinois, USA                 | Rakovina jater                                  |
| Richard Delvy The Bel-Airs The Challengers                     | 67    | 6. únor 2010       | West Hills, Kalifornie, USA            |                                                 |
| Dale Hawkins                                                   | 73    | 13. únor 2010      | Little Rock, Arkansas, USA             | Rakovina tlustého střeva                        |
| Doug Fieger The Knack                                          | 57    | 14. únor 2010      | Woodland Hills, Kalifornie, USA        | Rakovina                                        |
| Alex Chilton The Box Tops Big Star                             | 59    | 17. březen 2010    | New Orleans, Louisiana, USA            | Podezření na srdeční infarkt                    |
| Johnny Maestro The Crests Johnny Maestro & The Brooklyn Bridge | 70    | 24. březen 2010    | Cape Coral, Florida, USA               | Rakovina                                        |
| Malcolm McLaren Manažer Sex Pistols                            | 64    | 8. duben 2010      | New York City, New York, USA           | Mesothelioma                                    |
| Peter Steele Type O Negative                                   | 48    | 14. duben 2010     | Brooklyn, New York, USA                | Selhání srdce                                   |
| Ronnie James Dio Dio Black Sabbath Rainbow Elf                 | 67    | 16. květen 2010    | Houston, Texas, USA                    | Rakovina žaludku                                |
| Paul Gray Slipknot                                             | 38    | 24. květen 2010    | Urbandale, Iowa, USA                   | Předávkování                                    |
| Marvin Isley The Isley Brothers                                | 56    | 6. červen 2010     | Chicago, Illinois, USA                 | Komplikace kvůli cukrovce                       |
| Peter Quaife The Kinks                                         | 66    | 23. červen 2010    | Dásnko                                 | Selhání ledvin                                  |
| Harvey Fuqua The Moonglows                                     | 80    | 6. červenec 2010   | Detroit, Michigan, USA                 | Selhání srdce                                   |
| Andy Hummel Big Star                                           | 59    | 19. červenec 2010  |                                        | Rakovina                                        |
| Bobby Hebb                                                     | 72    | 3. srpen 2010      | Nashville, Tennessee, USA              | Rakovina plic                                   |
| Kenny Edwards The Stone Poneys                                 | 64    | 18. srpen 2010     |                                        | Rakovina prostaty                               |
| Mike Edwards Electric Light Orchestra                          | 62    | 3. září 2010       | Halwell, Devon, Anglie, UK             | Autonehoda                                      |
| Solomon Burke                                                  | 70    | 10. říjen 2010     | Badhoevedorp, Holandsko                | infarkt                                         |
| Denis Simpson The Nylons                                       | 59    | 22. říjen 2010     | Peterborough, Ontario, Kanada          | Krvácení do mozku                               |
| Gregory Isaacs                                                 | 59    | 25. říjen 2010     | London, England, UK                    | Rakovina plic                                   |
| Trev Thoms Iron Maiden                                         |       | 8. prosinec 2010   |                                        | Rakovina slinivky břišní                        |
| Don Van Vliet Captain Beefheart and the Magic Band             | 69    | 17. prosinec 2010  | Kalifornie, USA                        | Roztroušená skleróza                            |
| Gerry Rafferty Stealers Wheel                                  | 63    | 4. leden 2011      | Bournemouth, Dorset, Anglie            | Selhání jater                                   |
| Phil Kennemore Y&T                                             | 57    | 7. leden 2011      | Kalifornie, USA                        | Rakovina plic                                   |
| Trish Keenan Broadcast                                         | 42    | 14. leden 2011     | Birmingham, Anglie                     | Zápal plic                                      |
| Don Kirshner Producent The Monkees                             | 76    | 17. leden 2011     | Boca Raton, Florida, USA               | Selhání srdce                                   |
| Gladys Horton The Marvelettes                                  | 65    | 26. leden 2011     | Sherman Oaks, Kalifornie, USA          | Mrtvice                                         |
| Gary Moore Skid Row Thin Lizzy                                 | 58    | 6 únor 2011        | Estepona, Málaga, Španělsko            | Infarkt                                         |
| Mark Tulin The Electric Prunes                                 | 62    | 26. únor 2011      | Avalon, Kalifornie, USA                |                                                 |
| Johnny Preston Protegee of J.P. Richardson                     | 71    | 4. březen 2011     | Beaumont, Texas, USA                   | Selhání srdce                                   |
| Mike Starr Alice in Chains                                     | 44    | 8. březen 2011     | Salt Lake City, Utah, USA              |                                                 |
| Nate Dogg                                                      | 41    | 15. březen 2011    | Long Beach, Kalifornie, USA            | Mrtvice                                         |
| Jet Harris The Shadows                                         | 71    | 18. březen 2011    | Winchester, Anglie, Spojené království |                                                 |
| Pinetop Perkins                                                | 97    | 21. březen 2011    | Austin, Texas, USA                     |                                                 |
| Frankie Sparcello Exhorder                                     | 44    | 22. březen 2011    | New Orleans, Louisiana, USA            |                                                 |
| Zoogz Rift                                                     | 57    | 22. březen 2011    |                                        | Komplikace kvůli cukrovce                       |
| Calvin Russell                                                 | 62    | 3. duben 2011      | Garfield, Texas, USA                   | Rakovina jater                                  |
| Scott Columbus Manowar                                         | 54    | 4. duben 2011      |                                        |                                                 |
| Steve White                                                    | 61    | 22. duben 2011     |                                        | Rakovina hrtanu                                 |
| Poly Styrene X-Ray Spex                                        | 53    | 25. duben 2011     |                                        | Rakovina prsu                                   |
| Clarence Clemons E Street Band                                 | 69    | 18. červen 2011    | Palm Beach, Florida                    |                                                 |
| Michael „Würzel“ Burston Motörhead                             | 61    | 9. červenec 2011   |                                        |                                                 |
| Rob Grill The Grass Roots                                      | 67    | 11. červenec 2011  | Mount Dora, Florida, USA               |                                                 |
| Amy Winehouse                                                  | 27    | 23. července 2011  | Londýn, Anglie                         |                                                 |
| Dan Peek America                                               | 60    | 24. července 2011  | Farmington, Missouri, USA              | Srdeční problémy                                |
| Joe Yamanaka                                                   | 64    | 7. srpna 2011      | Jokosuka, Japonsko                     |                                                 |
| Jani Lane Warrant                                              | 47    | 11. srpna 2011     | Los Angeles, Kalifornie, USA           |                                                 |
| Jerry Leiber                                                   | 78    | 22. srpna 2011     | San Francisco, Kalifornie, USA         |                                                 |
| John Du Cann Atomic Rooster                                    | 65-66 | 21. září 2011      |                                        |                                                 |
| Keef Hartley John Mayall & the Bluesbreakers                   | 67    | 26. listopadu 2011 | Preston, Lancashire, Anglie            |                                                 |
| Tony Duran Frank Zappa                                         | 66    | 19. prosince 2011  |                                        | Rakovina prostaty                               |
| Sean Bonniwell The Music Machine                               | 71    | 20. prosince 2011  | Visalia, Kalifornie, USA               |                                                 |
| Jim Sherwood The Mothers of Invention                          | 69    | 25. prosince 2011  |                                        |                                                 |
| Larry Reinhardt Iron Butterfly                                 | 63    | 2. ledna 2012      | Bradenton, Florida, USA                |                                                 |
| Bob Weston Fleetwood Mac                                       | 64    | 3. ledna 2012      | Brent Cross, Londýn, Anglie            | gastrointestinální krvácení                     |
| Mark Reale Riot                                                | 56    | 25. ledna 2012     |                                        |                                                 |
| Michael Davis MC5                                              | 68    | 17. února 2012     | Chico, Kalifornie, USA                 |                                                 |
| Davy Jones The Monkees                                         | 66    | 29. února 2012     |                                        |                                                 |
| Ronnie Montrose Montrose                                       | 64    | 3. března 2012     |                                        |                                                 |
| Michael Hossack The Doobie Brothers                            | 65    | 12. března 2012    |                                        |                                                 |
| Vince Lovegrove The Valentines                                 | 65    | 24. března 2012    | Austrálie                              | dopravní nehoda                                 |
| Jerry McCain                                                   | 81    | 28. března 2012    | Gadsden, Alabama, USA                  |                                                 |
| Jim Marshall                                                   | 88    | 5. dubna 2012      |                                        |                                                 |
| Greg Ham Men at Work                                           | 58    | 19. dubna 2012     |                                        |                                                 |
| Levon Helm The Band                                            | 71    | 19. dubna 2012     | New York City, New York, USA           |                                                 |
| Tommy Marth The Killers                                        | 33    | 23. dubna 2012     | Las Vegas, Nevada, USA                 |                                                 |
| Adam Yauch Beastie Boys                                        | 47    | 4. května 2012     | Brooklyn, New York, USA                |                                                 |
| Donald Dunn Booker T. & the M.G.'s                             | 70    | 13. května 2012    | Tokyo, Japonsko                        |                                                 |
| Robin Gibb Bee Gees                                            | 62    | 20. května 2012    | Londýn, Anglie                         |                                                 |
| Mark McConnell Sebastian Bach, Blackfoot                       | 50    | 24. května 2012    |                                        |                                                 |
| Aleš Zimolka Asonance                                          | 49    | 26. května 2012    | České Budějovice, Česko                | zranění při dopravní nehodě, zemřel v nemocnici |
| Frazier Mohawk producent                                       | 70    | 2. června 2012     |                                        |                                                 |
| Herb Reed The Platters                                         | 83    | 4. června 2012     | Boston, Massachusetts, USA             |                                                 |
| Bob Welch Fleetwood Mac                                        | 65    | 7. června 2012     | Antioch, Tennessee, USA                |                                                 |
| Gerry Bron                                                     | 79    | 19. června 2012    |                                        |                                                 |
| Ivan Sekyra Abraxas                                            | 59    | 30. června 2012    | Praha, Česko                           | rakovina                                        |
| Jon Lord Deep Purple                                           | 71    | 16. července 2012  | Londýn, Anglie                         | plicní embolie                                  |
| Lou Reed The Velvet Underground                                | 71    | 27. října 2013     | Southampton, New York, USA             |                                                 |